# Thomas Haemmerli

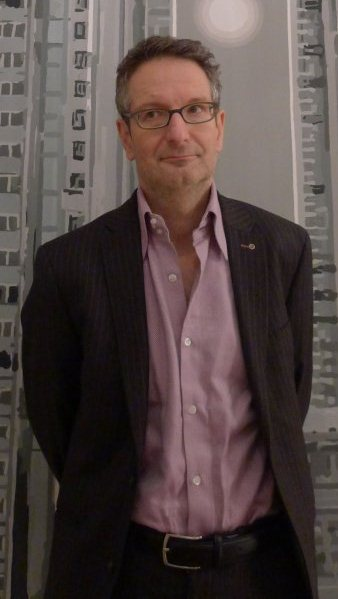
Thomas Haemmerli, 2012

Thomas Haemmerli (* 1964 in Zürich) ist ein Schweizer Film- und Fernsehregisseur, Journalist und Künstler.

## Leben
Haemmerli studierte von 1984 bis 1986 Jurisprudenz und ab 1987 Philosophie an der Universität Zürich. 1988 gründete er das Zürcher Stadtmagazin Nizza und arbeitete dort bis 2001 als Kolumnist und Filmkritiker. Von 1994 bis 1998 arbeitete er beim Schweizer Fernsehen als Redaktor der Nachrichtensendung 10vor10. Von 1998 bis 2000 war er Ressortleiter bei der SonntagsZeitung, für die er bis heute als freier Kolumnist tätig ist.
Ab 1995 drehte Haemmerli mehrere Kurzfilme, unter anderem Dokumentarfilm – Eine Anleitung und Der Gotthardtunnel ist schwarz. Sieben Mulden und eine Leiche (2007) war sein erster Langfilm. Darin dokumentiert er zusammen mit seinem Bruder Erik Haemmerli, wie sie die Wohnung ihrer verstorbenen Mutter, die das Messie-Syndrom hatte, ausräumen und dabei ihre Familiengeschichte aufarbeiten.
Einen autobiographischen Zugriff hat auch sein Kino-Dokumentarfilm Die Gentrifizierung bin ich. Beichte eines Finsterlings (2017), worin er anhand seiner Wohnsituationen Themen wie Stadtentwicklung, Fremdenfeindlichkeit und Gentrifizierung behandelt.
Von 2002 bis 2004 war er Gastdozent für politische Kommunikation an der Universität Paris III. Haemmerli ist ausserdem Mitautor des Buches Swissair: Mythos und Grounding.

## Filmografie
- 2025: Die Hinterlassenschaft des Bruno Stefanini (Dokumentarfilm)[6]
- 2020: Heimschule bei Klugscheissers (Dokumentarfilm)[7]
- 2017: Die Gentrifizierung bin ich. Beichte eines Finsterlings (Dokumentarfilm)
- 2007: Sieben Mulden und eine Leiche (Dokumentarfilm)
- 2007: Der Gotthardtunnel ist schwarz[8] (Satire)
- 1997: Fashionrushes (Experimentalfilm)
- 1997: Sleep (Remake)
- 1995: Dokumentarfilm – Eine Anleitung[9] (Kurzfilm)
- 1995: Fuck Helmut Lang! (Kurzfilm)

## Publikationen
- Kreis! Quadrat! Progress! Zürichs konkrete Avantgarde. Max Bill, Camille Graeser, Verena Loewensberg, Richard Paul Lohse und ihr Umfeld, herausgegeben von Thomas Haemmerli & Brigitte Ulmer, Scheidegger & Spiess, Zürich 2024, ISBN 978-3-03942-163-3.
- Die Olé Olé Bar. Herausgegeben von Thomas Haemmerli, Edition Patrick Frey, Zürich 2023, ISBN 978-3-907236-55-0.
- Jesús León. Vida, herausgegeben von Thomas Haemmerli, Edition Patrick Frey, Zürich 2018, ISBN 978-3-906803-74-6.
- 15 Stationen zur Dichteaversion des Helveters In: Dichtelust. Formen des urbanen Zusammenlebens in der Schweiz. herausgegeben von Andreas Kofler, Christoph Merian Verlag, 2018 Basel. ISBN 978-3-85616-882-7.
- Wie die VBZ einmal einen Sexblog betrieben und damit hyperlokale Digitalkommunikationsgeschichte schrieben[10], Thomas Haemmerli, David Schäfer, Andreas Wullschleger, Nageln & Kichern, Zürich 2016, ISBN 978-3-033-05551-3.
- MARCK 2011-2016, Gatzanis Verlag, Stuttgart 2016, ISBN 978-3-932855-71-9.
- Der Zug ist voll. Die Schweiz im Dichtestress. Kein & Aber, Zürich 2014, ISBN 978-3-0369-5696-1.
- Hannes Wettstein. Seeking Archetypes. Studio Hannes Wettstein (Hrsg.), Volker Albus, Thomas Haemmerli, Max Küng, Lars Müller Publishers, Zürich 2012, ISBN 978-3-03778-265-1.
- Unplugged. Das Skizzenbuch. Thomas Ott. Thomas Haemmerli und Barbara Liebster, Edition Stefan Witschi, Zürich 2009, ISBN 978-3-033-01998-0.
- Wie viele Männer darf eine Frau vor dem Richtigen gehabt haben?, in: Ein Mann, eine Frage, Heike Bräutigam & Claudia Senn (Hrsg.), Kunstmann, München 2008, ISBN 978-3-88897-502-8.
- Swissair. Mythos und Grounding. René Lüchinger (Hrsg.), Birgitta Willmann, Thomas Haemmerli, Scalo Verlag, Zürich 2006, ISBN 978-3-03939-040-3.
- Tod in den Medien. Notizen von der Informationsfront., in: Last Minute. Ein Buch zu Sterben und Tod, Hans Ulrich Glarner, Beat Hächler & Sibylle Lichtensteiger (Hrsg.), Stapferhaus, Hier + jetzt, Baden 1999, ISBN 3-907065-74-3.
- Familie Bünzli. Erst kommunistisch umerzogen, dann liquidiert., in: Und führe uns in Versuchung: 100 Jahre Schweizer Werbefilm, Regula Bochsler & Pascal Derungs (Hrsg.), Museum für Gestaltung Zürich, Zürich 1998, ISBN 978-3-907065-74-7.

## Kunst
- 2020: Grandfather’s Axe im Ausstellungsraum Klingental, Basel, kuratiert von Bianca Pedrina mit u. a. Karsten Födinger, Superstudio & Anna Maria Balint.
- 2020: Don't mess with artists, Helsinki Klub, Zürich, kuratiert von Lea Lu.
- 2018: Thomas Kapielski mit Vorbildern & Nachfahren. Robert Filliou, Thomas Haemmerli, Felix Jungo, Jürgen Klauke, Dieter Meier, Dieter Roth, Tomas Schmit, Benedikt Stäubli, André Thomkins, in der Galerie & Edition Marlene Frei, Zürich.[11]
- 2018: Dichtelust. Formen des urbanen Zusammenlebens in der Schweiz, Videoinstallation, kuratiert von Andreas Kofler. S AM Schweizerisches Architekturmuseum Basel.
- 2016: k.u.k. & ich (Vortrag / Performance), Museum Haus Konstruktiv.
- 2012: Arrrrrrrrrrrgggggh! That is tomorrow[12], mit Daniel Cherbuin (Video-Installation), Gruppenausstellung Abwehr[13], Kulturzentrum Vögele, Pfäffikon.
- 2011: Free Fall I mit Dieter Meier & Ana Roldán, kuratiert von Magda Guruli, Georgische Nationalgalerie, Tiflis, Georgien[14]
- 2011: Utopia on the abyss[15], Gruppenausstellung, Nationalgalerie – Veletržní Palác, Prag.
- 2010: Wir Manager! Alles im Griff, kuratiert von Martin Heller & Gesa Schneider, Vögele Kultur Zentrum Pfäffikon[16]
- 2010: Fusswaschung (Performance), Kunsthalle Fridericianum, Kassel.
- 2010: Ear-Pics & Nicaragua (Intervention), Garash Galerie, Mexiko-Stadt.
- 2009: Gruppenausstellung und Workshop internationaler Künstler, Hualien, Taiwan.
- 2009: Der laufende rote Teppich[17] (Performance), Art Basel.
- 2009: Pimp my CV III (Dienst nach Vorschrift), Meet Factory, Prag.
- 2009: Pimp my CV[18], Subvision Art Festival, Hamburg.

## Auszeichnungen
- 2018: Zürcher Filmpreis für Die Gentrifizierung bin ich. Beichte eines Finsterlings.[19]
- 2017: Honorable Mention der Jury “Internationaler Dokumentarfilm” des Zurich Film Festival.[20][21]
- 2017: Migros-Kulturprozent CH-Dokfilm-Wettbewerb (1. Runde) für Wie die Bergler die Finanzelite austricksten. Und andere alternative Wahrheiten.[22][23]
- 2014: Migros-Kulturprozent CH-Dokfilm-Wettbewerb (1. Runde) für Die Gentrifizierung bin ich. Beichte eines Finsterlings.[24]
- 2008: Nominierung beim Schweizer Filmpreis für Sieben Mulden und eine Leiche.[25]
- 2007: Publikumspreis der Duisburger Filmwoche für Sieben Mulden und eine Leiche.[26]
- 2007: Zürcher Filmpreis für Sieben Mulden und eine Leiche.[27]